# Томичевский сельсовет
Томиче́вский сельсове́т — упразднённое муниципальное образование со статусом сельского поселения в составе Белогорского района Амурской области.
Административный центр — село Томичи.
Законом от 22 мая 2020 года упразднён в результате преобразования Белогорского района в муниципальный округ.

## История
19 января 2005 года в соответствии с Законом Амурской области № 419-ОЗ муниципальное образование наделено статусом сельского поселения.

## Население
| 2002  | 2010  | 2011  | 2012  | 2013  | 2014  | 2015  |
| ----- | ----- | ----- | ----- | ----- | ----- | ----- |
| 2147  | ↘1774 | ↘1763 | ↘1740 | →1740 | ↘1714 | ↗2015 |
| 2016  | 2017  | 2018  |       |       |       |       |
| ↘1970 | ↘1913 | ↘1851 |       |       |       |       |

## Состав сельского поселения
| № | Населённый пункт | Тип населённого пункта       | Население |
| - | ---------------- | ---------------------------- | --------- |
| 1 | Поляное          | село                         | ↘113      |
| 2 | Томичи           | село, административный центр | ↘1419     |
| 3 | Успеновка        | село                         | ↘319      |